# Bray-en-Val
Pour les articles homonymes, voir Bray.
Bray-en-Val est une ancienne commune française située dans le département du Loiret en région Centre-Val de Loire. Depuis le 1er janvier 2017, Bray-en-Val est intégrée à la commune nouvelle de Bray-Saint Aignan.

## Dénomination
La dénomination actuelle a été officialisée en 1933. Auparavant, la commune était connue sous l'appellation Bray, encore utilisée dans le langage oral.

## Géographie

### Localisation

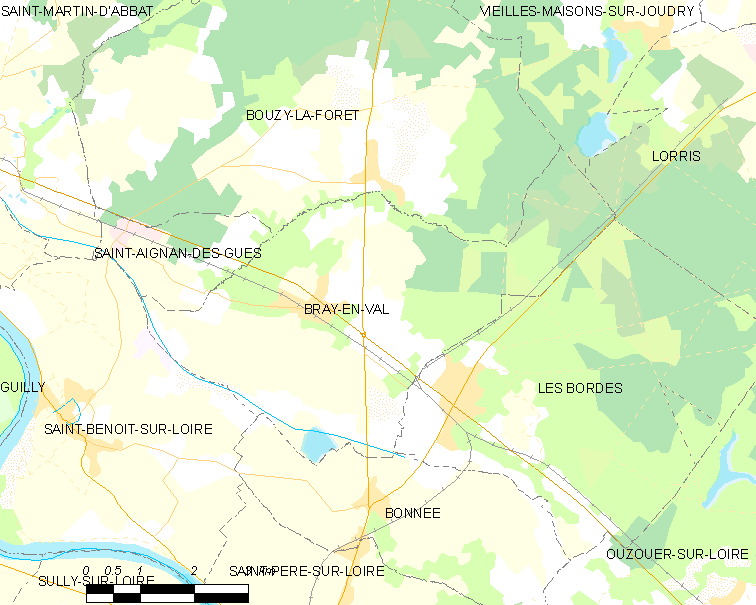
Carte de la commune de Bray-en-Val et des communes limitrophes

La commune de Bray-en-Val se trouve dans le quadrant sud-est du département du Loiret, dans la région agricole de l'Orléanais et l'aire urbaine de Sully-sur-Loire. À vol d'oiseau, elle se situe à 35,2 km  d'Orléans, préfecture du département, et à 11,0 km d'Ouzouer-sur-Loire, ancien chef-lieu du canton dont dépendait la commune avant mars 2015. La commune fait partie du bassin de vie de Sully-sur-Loire dont elle est éloignée de 7,1 km.
Les communes les plus proches sont : Bouzy-la-Forêt (2,8 km), Les Bordes (3,2 km), Saint-Aignan-des-Gués (3,6 km), Bonnée (3,8 km), Saint-Benoît-sur-Loire (4,7 km), Saint-Père-sur-Loire (6,1 km), Sully-sur-Loire (7,1 km), Guilly (7,1 km), Germigny-des-Prés (7,6 km) et Saint-Martin-d'Abbat (8 km).

### Hydrographie
La Bonnée, affluent de la Loire et la ligne ferroviaire Orléans - Gien traversent le territoire de la commune.

## Toponymie
De l'oïl brai « boue, fange, marais », du Gaulois *bracu ( plus exactement *brakus, brakōs) qui a d’abord désigné un « fond de vallée humide » puis un « marais ».

## Histoire
Le 1er janvier 2017, Bray-en-Val est intégrée à la commune nouvelle de Bray-Saint Aignan dont elle est le chef-lieu, avec le statut de commune déléguée.

## Urbanisme

### Planification

#### Plan local d'urbanisme
La commune prescrit l'élaboration d'un plan d'occupation des sols en septembre 1979. Le document est approuvé en juin 1982 puis révisé en 1987 et modifié en 1992 et 1998.
La loi relative à la solidarité et au renouvellement urbains du 13 décembre 2000, dite loi SRU, complétée par la loi urbanisme et habitat du 2 juillet 2003, marque une évolution de la planification urbaine en créant notamment les plans locaux d’urbanisme (PLU), vecteurs de projets de territoire, appelés à se substituer progressivement aux plans d’occupation des sols. Le PLU contient deux éléments nouveaux par rapport au POS : le plan d'aménagement et de développement durable (PADD), qui exprime le projet de la ville par des orientations générales en matière d'urbanisme, de développement, d'équipement et de préservation de l'environnement et les orientations d'aménagement et de programmation (OAP) qui correspondent à des zooms qui peuvent porter sur des quartiers ou secteurs à mettre en valeur, réhabiliter, restructurer ou aménager, ou sur l'aménagement d'un espace public, etc. Dans ce cadre le conseil municipal prescrit la révision du Plan d’occupation des sols et sa transformation en plan local d'urbanisme le 22 janvier 2004. Après une enquête publique qui se déroule en janvier 2007, le document est approuvé le 2 novembre 2006. Une révision est ensuite lancée en juin 2015,.

#### Documents d'orientations intercommunaux
La commune est membre du pays Forêt d'Orléans - Val de Loire, qui regroupe 32 communes. En 2012 les Pays Forêt d'Orléans Val de Loire, Loire Beauce et Sologne Val-sud sont les seuls territoires du département du Loiret ne disposant pas de schéma de cohérence territoriale (SCoT). Compte tenu  de l'intérêt de cet outil pour l'avenir des territoires, les élus de ces pays décident d'engager une démarche commune d'élaboration de SCoT. Le comité syndical du Pays Forêt d'Orléans - Val de Loire décide de prendre le 8 octobre 2015 la compétence « élaboration, gestion et suivi du Schéma de Cohérence Territoriale » et, après avis favorable conforme des différentes communes membres (le 26 novembre 2015 pour Bray-en-Val), le préfet approuve la modification des statuts en ce sens le 19 février 2016. Les trois SCoT sont lancés officiellement et simultanément à La Ferté-Saint-Aubin le 21 juin 2014, l'assistance à maîtrise d'ouvrage étant confiée à un seul bureau d'études. Après étude et concertation de 2014 à 2017, le document doit être approuvé en 2018.

### Voies de communication et transports

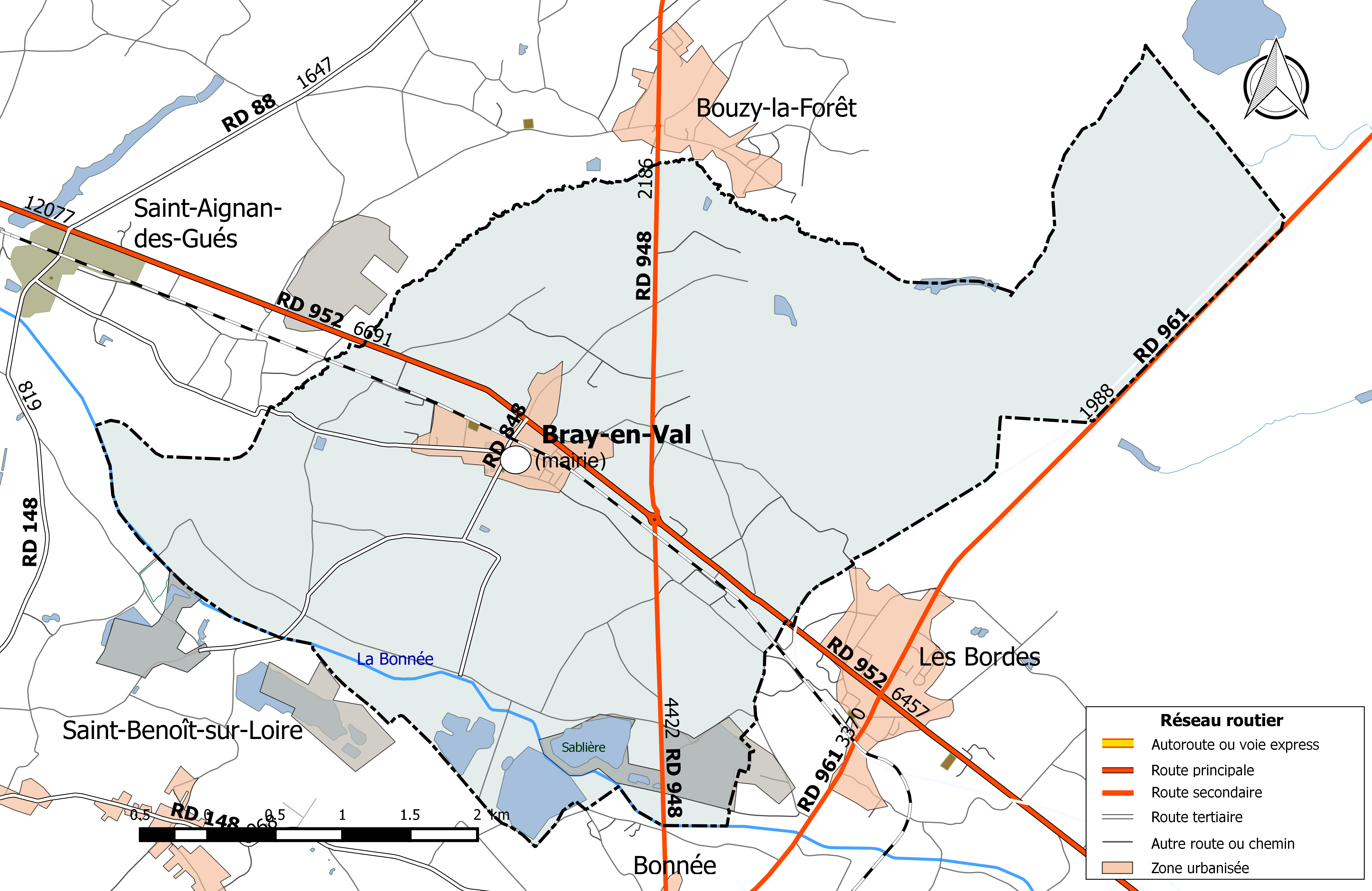
Réseau routier principal de la commune de Bray-en-Val (avec indication du trafic routier 2014).

#### Infrastructures routières
La commune est traversée par quatre routes départementales : 
la RD 948 (2 186 véhicules/jour en 2014), qui relie Malesherbes à Cerdon, 
la RD 952 (6 691 véhicules/jour), qui relie Briare à Châteauneuf-sur-Loire, 
la RD 961 (1 988 véhicules/jour), qui relie Montargis à Bonnée et 
la RD 848 qui relie le centre-bourg à la RD 952. Complétant ces voies, la commune est sillonnée de plusieurs voies communales et chemins ruraux  desservant ses fermes et hameaux et les bourgs environnants.

#### Transports en commun
En 2016, la commune est desservie par la ligne 3 du réseau Ulys, le réseau interurbain de transport par autocar du Conseil départemental du Loiret qui relie Bonny-sur-Loire - Briare - Gien - Châteauneuf-sur-Loire - Orléans. Des correspondances SNCF sont assurées dans les gares d'Orléans et Gien. À compter du 1er janvier 2017, la compétence des services de transports routiers interurbains, réguliers et à la demande est transférée des départements aux régions, et donc localement du département du Loiret à la région Centre-Val de Loire, consécutivement à la loi NOTRe du 7 août 2015.

### Risques naturels et technologiques majeurs
La commune de Bray-en-Val est vulnérable à différents aléas naturels : inondations (par débordement de la Loire ou de ruisseaux), climatiques (hiver exceptionnel ou canicule), mouvements de terrains ou sismique. Elle est également exposée à un risque technologique : le transport de matières dangereuses.
Entre 1999 et 2016, deux arrêtés ministériels portant ou ayant porté reconnaissance de catastrophe naturelle ont été pris pour le territoire de la commune de Bray-en-Val pour des inondations et coulées de boue.

#### Risque d'inondation

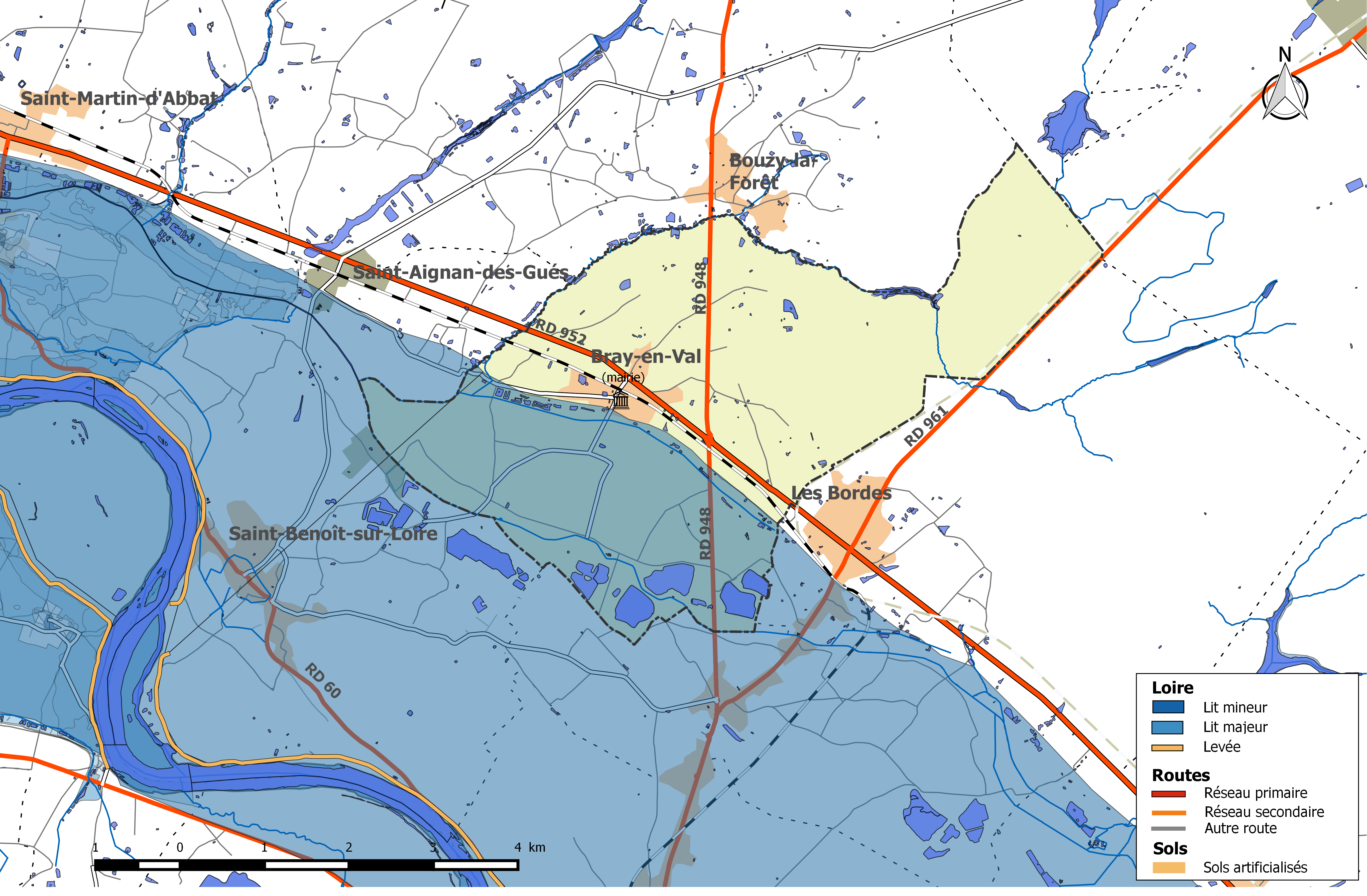
Zone inondable de la commune de Bray-en-Val.

La Loire est à l'origine des dégâts les plus importants sur la commune en cas de crue majeure. Les crues historiques sont celles de 1846, 1856, 1866 et 1907. Aucune crue n'a atteint depuis 1907 les hauteurs atteintes lors de ces événements catastrophiques.
Le val d’Ouzouer, s’étendant sur 22 km de longueur, d'Ouzouer-sur-Loire à Châteauneuf-sur-Loire, est protégé par une levée de 22 km de long ouverte à l’aval sur 1,5 km au débouché de la Bonnée. Cette levée n'est pas submersible pour des crues du type de celle de 1856. Elle a été renforcée dans les années 2000 sur presque toute sa longueur par la mise en place d’un « masque drainant » du côté du  val. A l’amont, un déversoir, dénommé déversoir d'Ouzouer, a été construit en 1886 à l'endroit où s'étaient produites des brèches lors des grandes crues de 1846, 1856 et 1866. Il a une longueur totale de 878 m dont 800 m au niveau du seuil. Il est  surélevé d'un cordon de terre (banquette fusible) d’une hauteur de 1,20 mètre environ. Le val est exposé au risque d’inondation,:
- Par remous de la Loire dans la Bonnée : dès la crue de premiers dommages (5,30 m à l’échelle de Gien), celui-ci remonte jusqu’au niveau de Germigny-des-Prés.
- Par dépassement des digues si elles résistent à la pression des eaux jusqu’à ce qu’elles soient dépassées : le val d’Ouzouer est le premier val endigué de l’Orléanais à être dépassé par la Loire, dès la crue de premières surverses (6,3 m à Gien), qui provoque des brèches dans la digue, alors que le déversoir ne fonctionne pas. Celui-ci est sollicité seulement pour une crue exceptionnelle, alors que le système d’endiguement est déjà détruit.
- Par rupture des digues, avant leur dépassement : le val d’Ouzouer peut également être inondé avant la crue de première surverse, en cas de défaillance des digues. Deux principales zones de défaillance sont mises en évidence (secteurs des Prouteaux et de Saint-Benoit) et permettent de considérer que le risque de rupture n'est plus négligeable au-delà d'une crue de période de retour 20 ans (environ 5,1 m à l'échelle de Gien).

Le risque d'inondation est pris en compte dans l'aménagement du territoire de la commune par le biais du Plan de prévention du risque inondation (PPRI) du val de Sully approuvé le 8 octobre 2001 et pour lequel une révision a été prescrite le 15 mars 2016. Le  périmètre urbain de la commune se situe  en grande partie en dehors du val, sur la terrasse. Le bourg centre est situé en dehors du val inondable. Cependant, une partie du territoire communal se situe dans le val inondable, couvert par deux secteurs d’aléas. Sont situés en aléa moyen, sur le coteau principalement, trois groupements d’habitation. Dans la plaine, environ la moitié des bâtiments d’exploitations agricoles sont en aléa faible, 
tandis que l’autre moitié se situent en aléa moyen.
Deux documents permettent de définir les modalités de gestion de crise et d'organisation des secours : au niveau départemental, le Dispositif ORSEC départemental spécialisé déclenché en cas d'inondation de la Loire, le plan ORSIL, et au niveau communal le plan communal de sauvegarde.

#### Risque de mouvements de terrain
Le territoire de la commune peut être concerné par un risque d'effondrement de cavités souterraines non connues. Une cartographie départementale de l'inventaire des cavités souterraines et des désordres de surface a été réalisée. Il a été recensé sur la commune plusieurs effondrements de cavités.
Par ailleurs le sol du territoire communal peut faire l'objet de mouvements de terrain liés à la sécheresse. Le phénomène de retrait-gonflement des argiles est la conséquence d'un changement d'humidité des sols argileux. Les argiles sont capables de fixer l'eau disponible mais aussi de la perdre en se rétractant en cas de sécheresse. Ce phénomène peut provoquer des dégâts très importants sur les constructions (fissures, déformations des ouvertures) pouvant rendre inhabitables certains locaux. Celui-ci a particulièrement affecté le Loiret après la canicule de l'été 2003. Une grande partie du territoire de la commune est soumis à un aléa « moyen » face à ce risque, selon l'échelle définie par le Bureau de recherches géologiques et minières (BRGM), hormis le cente-bourg qui est en aléa « faible ».

#### Risque sismique
La totalité du département est classée en zone de sismicité « très faible ». À ce titre aucune réglementation spécifique ne s'applique aux constructions dites « à risque normal ».

#### Transport de matières dangereuses
Le risque de transport de matières dangereuses peut survenir en cas d'accident impliquant une unité mobile (ex. camion) ou une canalisation transportant des matières dangereuses (toxique, inflammable...). Une matière dangereuse est une substance susceptible de présenter un danger et des conséquences graves pour l'homme et son environnement. À Bray-en-Val, les facteurs de risque sont le transport routier empruntant les RD 952 et RD 948 et le réseau de gaz à haute pression qui traverse la commune.

## Politique et administration

### Liste des maires
| Période                                  | Période | Identité        | Étiquette | Qualité |
| ---------------------------------------- | ------- | --------------- | --------- | ------- |
| avant 1988                               | ?       | Bernard Boursin |           |         |
| Les données manquantes sont à compléter. |         |                 |           |         |

#### Bloc communal: Commune et intercommunalités
La paroisse de Bray acquiert le statut de municipalité avec le  décret du 12 novembre 1789 de l'Assemblée Nationale puis celui de « commune », au sens de l'administration territoriale actuelle, par le décret de la Convention nationale du 10 brumaire an II (31 octobre 1793). Il faut toutefois attendre la loi du 5 avril 1884 sur l'organisation municipale pour qu'un régime juridique uniforme soit défini pour toutes les communes de France, point de départ de l’affirmation progressive des communes face au pouvoir central.
La commune est orthographiée Bray dans l'arrêté de 1801. En 1918, la Chambre de Commerce de Paris émet le souhait « qu'un nom de complément soit donné aux localités qui portent une dénomination identique » afin d'éviter toute confusion dans les transmissions postales et le transport des marchandises. Le gouvernement accueille favorablement cette demande et le 7 juin 1918 le préfet du Loiret invite 82 communes du Loiret ayant des homonymes dans d'autres départements à compléter leur nom. Vingt-trois conseils municipaux refusent. La commune de Bray, quant à elle, prend le nom de Bray-en-Val à la suite du décret du 21 février 1933.
La commune est membre de la communauté de communes du Canton d’Ouzouer-sur-Loire depuis sa création le 18 décembre 2002 jusqu'en 2016. Cette intercommunalité est renommée Communauté de communes du Val d'Or et Forêt par arrêté préfectoral du 18 mai 2004. Depuis le 1er janvier 2017, la commune est membre de la communauté de communes du Val de Sully, issue de la fusion des communautés de communes du Sullias et de Val d'Or et Forêt, ainsi que du rattachement de la commune de Vannes-sur-Cosson .

#### Circonscriptions de rattachement
Sous l'Ancien Régime, à la veille des États généraux de 1789, la paroisse de Bray était rattachée sur le plan ecclésiastique à l'ancien diocèse d'Orléans, sur le plan judiciaire au bailliage d'Orléans , sur le plan militaire au gouvernement d'Orléans et sur le plan administratif à la généralité d'Orléans, élection d'Orléans,.
La loi du 22 décembre 1789 divise le pays en 83 départements découpés chacun en six à neuf districts eux-mêmes découpés en cantons regroupant des communes. Les districts, tout comme les départements, sont le siège d’une administration d’État et constituent à ce titre des circonscriptions administratives. La commune de Bray est alors incluse dans le canton de Saint Benoit, le district de Gien et le département du Loiret.
La recherche d’un équilibre entre la volonté d’organiser une administration dont les cadres permettent l’exécution et le contrôle des lois d’une part, et la volonté d’accorder une certaine autonomie aux collectivités de base (paroisses, bourgs, villes) d’autre part, s’étale de 1789 à 1838. Les découpages territoriaux évoluent ensuite au gré des réformes visant à décentraliser ou recentraliser l'action de l'État. La régionalisation fonctionnelle des services de l'État (1945-1971) aboutit à la création de régions. L'acte I de la décentralisation de 1982-1983 constitue une étape importante en donnant l'autonomie aux collectivités territoriales, régions, départements et communes. L'acte II intervient en 2003-2006, puis l'acte III en 2012-2015.
Le tableau suivant présente les rattachements, au niveau infra-départemental, de la commune de Bray-en-Val aux différentes circonscriptions administratives et électorales ainsi que l'historique de l'évolution de leurs territoires.
| Circonscription             | Nom                | Période   | Type                         | Évolution du découpage territorial |
| --------------------------- | ------------------ | --------- | ---------------------------- | --- |
| District                    | Gien               | 1790-1795 | Administrative               | La commune est rattachée au district de Gien de 1790 à 1795,. La Constitution du 5 fructidor an III, appliquée à partir de vendémiaire an IV (1795) supprime les districts, rouages administratifs liés à la Terreur, mais maintient les cantons qui acquièrent dès lors plus d'importance. |
| Canton                      | Saint Benoit       | 1790-1801 | Administrative et électorale | Le 10 février 1790, la municipalité de Bray est rattachée au canton de Saint Benoit,. Les cantons sont supprimés, en tant que découpage administratif, par une loi du 26 juin 1793, et ne conservent qu'un rôle électoral. Ils permettent l’élection des électeurs du second degré chargés de désigner les députés. Les cantons acquièrent une fonction administrative avec la disparition des districts en 1795. |
| Canton                      | Ouzouer-sur-Loire  | 1801-2015 | Administrative et électorale | Sous le Consulat, un redécoupage territorial visant à réduire le nombre de justices de paix ramène le nombre de cantons dans le Loiret de 59 à 31. Bray est alors rattachée par arrêté du 9 vendémiaire an X (30 septembre 1801) au canton d'Ouzouer-sur-Loire, sous le nom de Bray,. |
| Canton                      | Sully-sur-Loire    | 2015-     | Électorale                   | La loi du 17 mai 2013 et ses décrets d'application publiés en février et mars 2014 introduisent un nouveau découpage territorial pour les élections départementales. La commune est alors rattachée au nouveau canton de Sully-sur-Loire. Depuis cette réforme, plus aucun service de l'État n'exerce sa compétence sur un territoire s'appuyant sur le nouveau découpage cantonal. Le canton a disparu en tant que circonscription administrative de l'État ; il est désormais uniquement une circonscription électorale destinée à l'élection d'un binôme de conseillers départementaux siégeant au conseil départemental. |
| Arrondissement              | Gien               | 1801-1926 | Administrative               | Bray est rattachée à l'arrondissement de Gien par arrêté du 9 vendémiaire an X (30 septembre 1801),. |
| Arrondissement              | Orléans            | 1926-     | Administrative               | Sous la Troisième République, en raison d'un endettement considérable et de l'effort nécessaire pour la reconstruction post-Première Guerre mondiale, la France traverse une crise financière. Pour réduire les dépenses de l’État, Raymond Poincaré fait voter plusieurs décrets-lois réformant en profondeur l’administration française : 106 arrondissements sont ainsi supprimés, dont ceux de Gien et de Pithiviers dans le Loiret par décret du 10 septembre 1926. Bray-en-Val est ainsi transférée de l'arrondissement de Gien à celui d'Orléans,.                                                                    |
| Circonscription législative | 3e circonscription | 2010-     | Électorale                   | Lors du découpage législatif de 1986, le nombre de circonscriptions législatives passe dans le Loiret de 4 à 5. Un nouveau redécoupage intervient en 2010 avec la loi du 23 février 2010. En attribuant un siège de député « par tranche » de 125 000 habitants, le nombre de circonscriptions par département varie désormais de 1 à 21,. Dans le Loiret, le nombre de circonscriptions passe de cinq à six. La réforme n'affecte pas Bray-en-Val qui reste rattachée à la troisième circonscription. |

#### Collectivités de rattachement
La commune de Bray-en-Val est rattachée au département du Loiret et à la région Centre-Val de Loire, à la fois circonscriptions administratives de l'État et collectivités territoriales.

## Équipements et services

### Environnement

#### Gestion des déchets
En  2016, la commune est membre du SICTOM de la région de Châteauneuf-sur-Loire, créé en 1976. Celui-ci assure la collecte et le traitement des ordures ménagères résiduelles, des emballages ménagers recyclables  et des encombrants en porte à porte et du verre en points d’apport volontaire . Un réseau de dix déchèteries accueille les encombrants et autres déchets spécifiques (déchets verts, déchets dangereux, gravats, ferraille, cartons…). La déchèterie la plus proche est située sur la commune de Saint-Aignan-des-Gués. L'élimination et la valorisation énergétique des déchets ménagers et de ceux issus de la collecte sélective sont effectuées par le SYCTOM de Gien-Châteauneuf-sur-Loire qui comprend un centre de transfert de déchets ménagers et un centre de stockage de déchets ultimes (CSDU) de classe II à Saint-Aignan-des-Gués ainsi qu'une usine d’incinération des ordures ménagères à Gien-Arrabloy.
Depuis le 1er janvier 2017, la « gestion des déchets ménagers » ne fait plus partie des compétences de la commune mais est une compétence obligatoire de la communauté de communes du Val de Sully en application de la loi NOTRe du 7 août 2015.

## Population et société

### Démographie
L'évolution du nombre d'habitants est connue à travers les recensements de la population effectués dans la commune depuis 1793. À partir du 1er janvier 2009, les populations légales des communes sont publiées annuellement dans le cadre d'un recensement qui repose désormais sur une collecte d'information annuelle, concernant successivement tous les territoires communaux au cours d'une période de cinq ans. 
Pour les communes de moins de 10 000 habitants, une enquête de recensement portant sur toute la population est réalisée tous les cinq ans, les populations légales des années intermédiaires étant quant à elles estimées par interpolation ou extrapolation. Pour la commune, le premier recensement exhaustif entrant dans le cadre du nouveau dispositif a été réalisé en 2008,.
En 2014, la commune comptait 1 414 habitants, en évolution de +4,51 % par rapport à 2009 (Loiret : +2,48 %, France hors Mayotte : +2,49 %).
| 1793 | 1800 | 1806 | 1821 | 1831 | 1836 | 1841 | 1846 | 1851 |
| ---- | ---- | ---- | ---- | ---- | ---- | ---- | ---- | ---- |
| 401  | 425  | 418  | 444  | 508  | 506  | 512  | 536  | 602  |

| 1856 | 1861 | 1866 | 1872 | 1876 | 1881 | 1886 | 1891 | 1896 |
| ---- | ---- | ---- | ---- | ---- | ---- | ---- | ---- | ---- |
| 646  | 651  | 694  | 668  | 715  | 715  | 738  | 750  | 705  |

| 1901 | 1906 | 1911 | 1921 | 1926 | 1931 | 1936 | 1946 | 1954 |
| ---- | ---- | ---- | ---- | ---- | ---- | ---- | ---- | ---- |
| 712  | 674  | 667  | 615  | 622  | 603  | 634  | 685  | 659  |

| 1962 | 1968 | 1975 | 1982 | 1990 | 1999  | 2008  | 2013  | 2014  |
| ---- | ---- | ---- | ---- | ---- | ----- | ----- | ----- | ----- |
| 668  | 702  | 744  | 837  | 902  | 1 043 | 1 310 | 1 393 | 1 414 |

## Culture locale et patrimoine

### Lieux et monuments

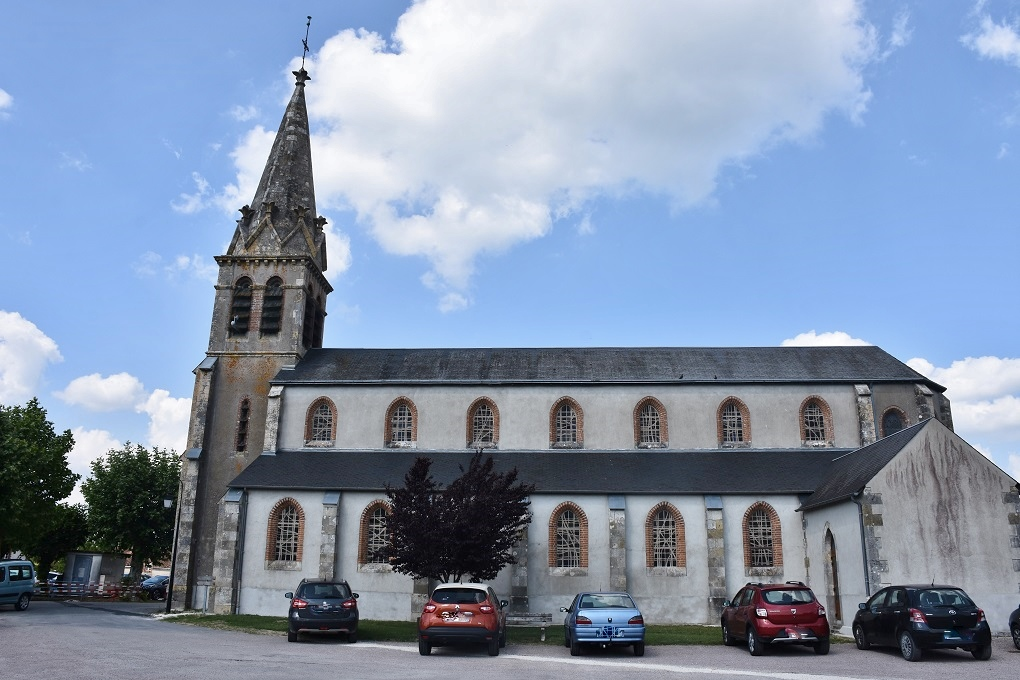
Église Saint-Jacques-le-Majeur de Bray-en-Val.

- Église paroissiale Saint-Jacques-le-Majeur.

#### Zones Natura 2000
Le réseau Natura 2000 est un réseau écologique européen de sites naturels d’intérêt écologique élaboré à partir des Directives «Habitats » et «Oiseaux ». Ce réseau est constitué de Zone Spéciale de Conservation (ZSC) et de Zones de Protection Spéciale (ZPS). Dans les zones de ce réseau, les États Membres s'engagent à maintenir dans un état de conservation favorable les types d'habitats et d'espèces concernés, par le biais de mesures réglementaires, administratives ou contractuelles. L'objectif est de promouvoir une gestion adaptée des habitats tout en tenant compte des exigences économiques, sociales et culturelles, ainsi que des particularités régionales et locales de chaque État Membre. les activités humaines ne sont pas interdites, dès lors que celles-ci ne remettent pas en cause significativement l’état de conservation favorable des habitats et des espèces concernés,.
Les sites Natura 2000 présents sur le territoire communal de Bray-en-Val sont les suivants :
| Numéro    | Type | Nom                           | Arrêté                                                                                         | Document d’objectifs   | Localisation              |
| --------- | ---- | ----------------------------- | ---------------------------------------------------------------------------------------------- | ---------------------- | ------------------------- |
| FR2410018 | ZPS  | Forêt d’Orléans               | Arrêté du 23 décembre 2003 portant désignation du site Natura 2000 Forêt d’Orléans             | Validé le 10 juin 2005 | Partie est de la commune. |
| FR2400524 | SIC  | Forêt d’Orléans et périphérie | Arrêté du 20 août 2014 Arrêté du Forêt d'Orléans et périphérie (zone spéciale de conservation) | Validé le 10 juin 2005 | Partie est de la commune. |

Le site de la « forêt d'Orléans » s'étend du nord-est de l'agglomération orléanaise jusqu'aux portes de Gien, suivant un arc de cercle d'une soixantaine de kilomètres de long et d'une largeur variant de 2 à 15 km environ. Cet ensemble forestier quasi continu est majoritairement domanial. La forêt domaniale est constituée de trois massifs distincts, de l'ouest vers l'est, les massifs d'Orléans, Ingrannes et Lorris (communément considéré en deux sous-massifs : Lorris-Châteauneuf et Lorris-les Bordes), en périphérie desquels se trouvent d'autres parcelles forestières. La surface globale des trois massifs domaniaux est de 34 500 hectares. D'une surface totale de 32 177 ha, le site est constitué de deux grandes entités couvrant la presque intégralité des massifs forestiers domaniaux d'Ingrannes et de Lorris. Ces deux grandes entités englobent également d'autres parcelles forestières, ainsi que des étangs, en périphérie, de même que la grande « clairière » de Sully-la-Chapelle, Ingrannes et Seichebrières incluse dans le massif d'Ingrannes. Ce site présente un grand intérêt ornithologique notamment avec la nidification du balbuzard pêcheur, de l'aigle botté, du circaète Jean-le-Blanc, de la bondrée apivore, du busard Saint-Martin, de l'engoulevent d'Europe, des pics noir, mar et cendré, de l'alouette lulu et de la fauvette pitchou. Les étangs constituent par ailleurs des sites d'étape migratoire importants pour différentes espèces.
Le site de la « forêt d'Orléans et périphérie » d'une surface totale de 2 226,40 ha, est morcelé en 38 entités. Celles-ci, de tailles variables (de 0,9 à 347 ha), sont disséminées sur les 3 massifs et leurs périphéries. Au cours de la réalisation du document d'objectifs, à la suite des inventaires de terrain, l'absence d'habitat ou habitat d'espèce d'intérêt communautaire dans certaines entités a conduit à la proposition de leur suppression (13 entités concernées, pour une surface totale de 207,90 ha). L'intérêt du site réside dans la qualité des zones humides (étangs, tourbières, marais, mares), la grande richesse floristique, avec un intérêt élevé pour les bryophytes, les lichens et les champignons. 17 habitats naturels d’intérêt communautaire sont répertoriés sur le site qui présente aussi un intérêt faunistique, notamment l’avifaune, les chiroptères, les amphibiens et les insectes. Ce site présente une faible vulnérabilité dans les conditions actuelles de gestion ; il s’agit en effet de parcelles de forêt domaniale dont la gestion actuelle n’induit pas de contraintes particulières pour les espèces citées. Certaines comme le balbuzard pêcheur font l’objet d’une surveillance. D’autres espèces justifieraient un suivi, comme le sonneur à ventre jaune, l’aigle botté, la pie-grièche écorcheur.

Sélection de représentants de l'avifaune de la zone Natura 2000 « Forêt d'Orléans».
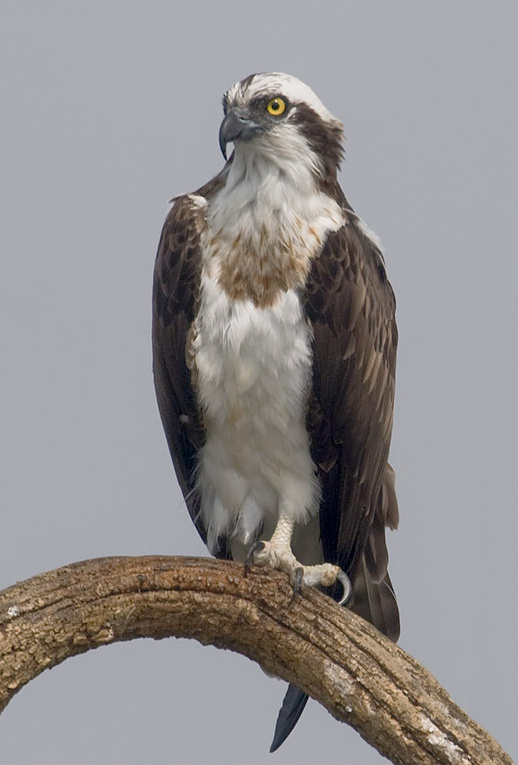
balbuzard pêcheur
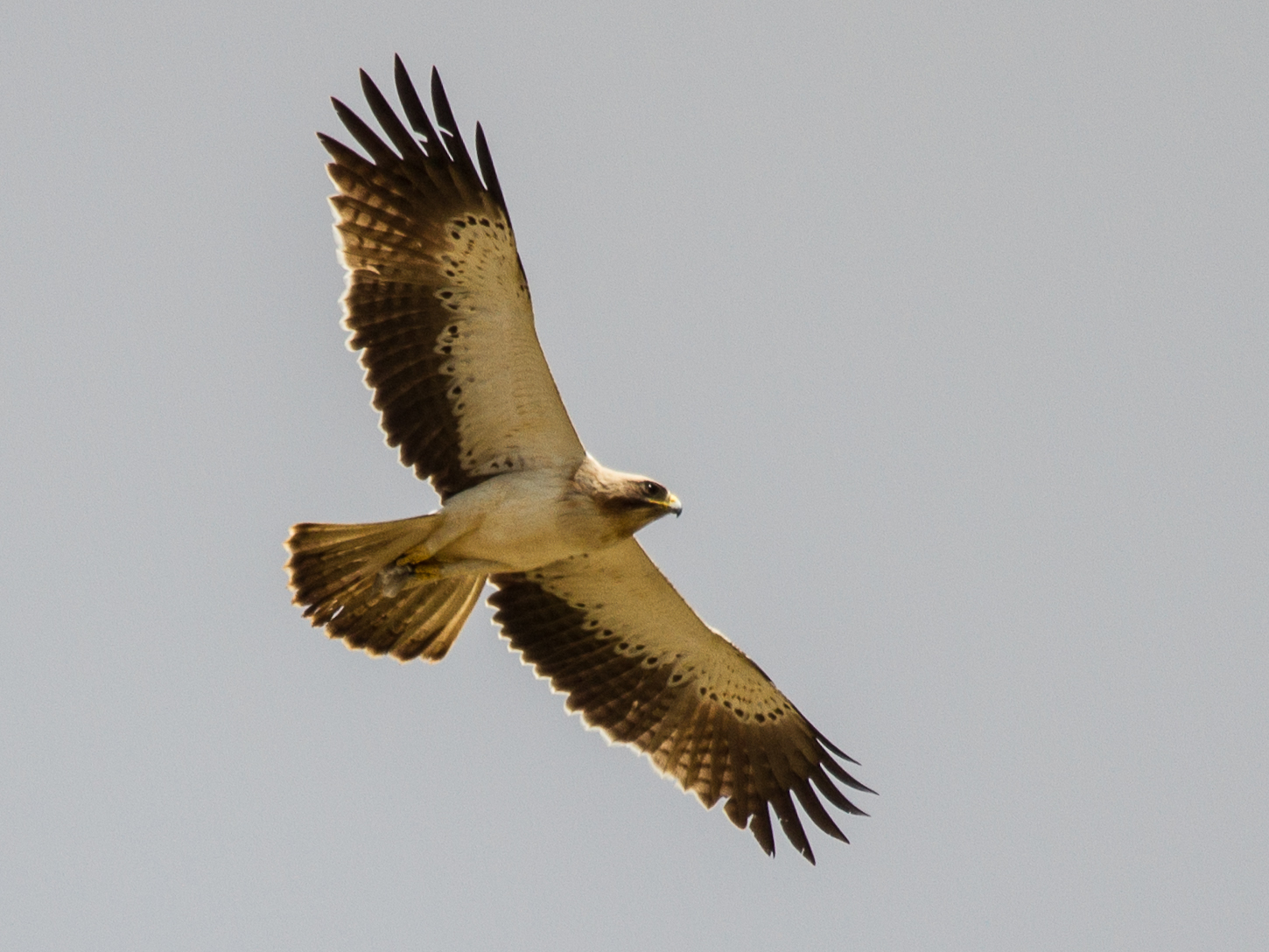
Aigle botté en vol
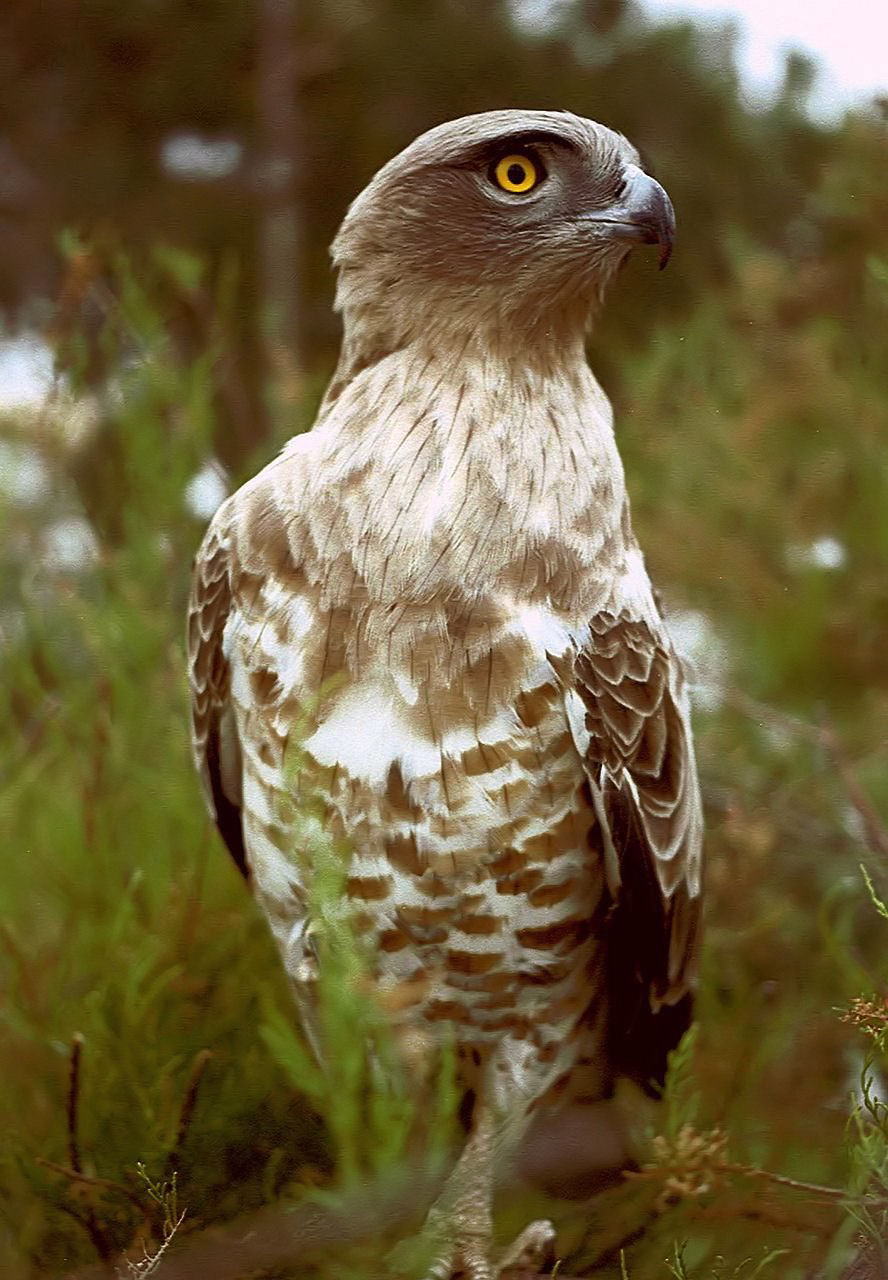
circaète Jean-le-Blanc,
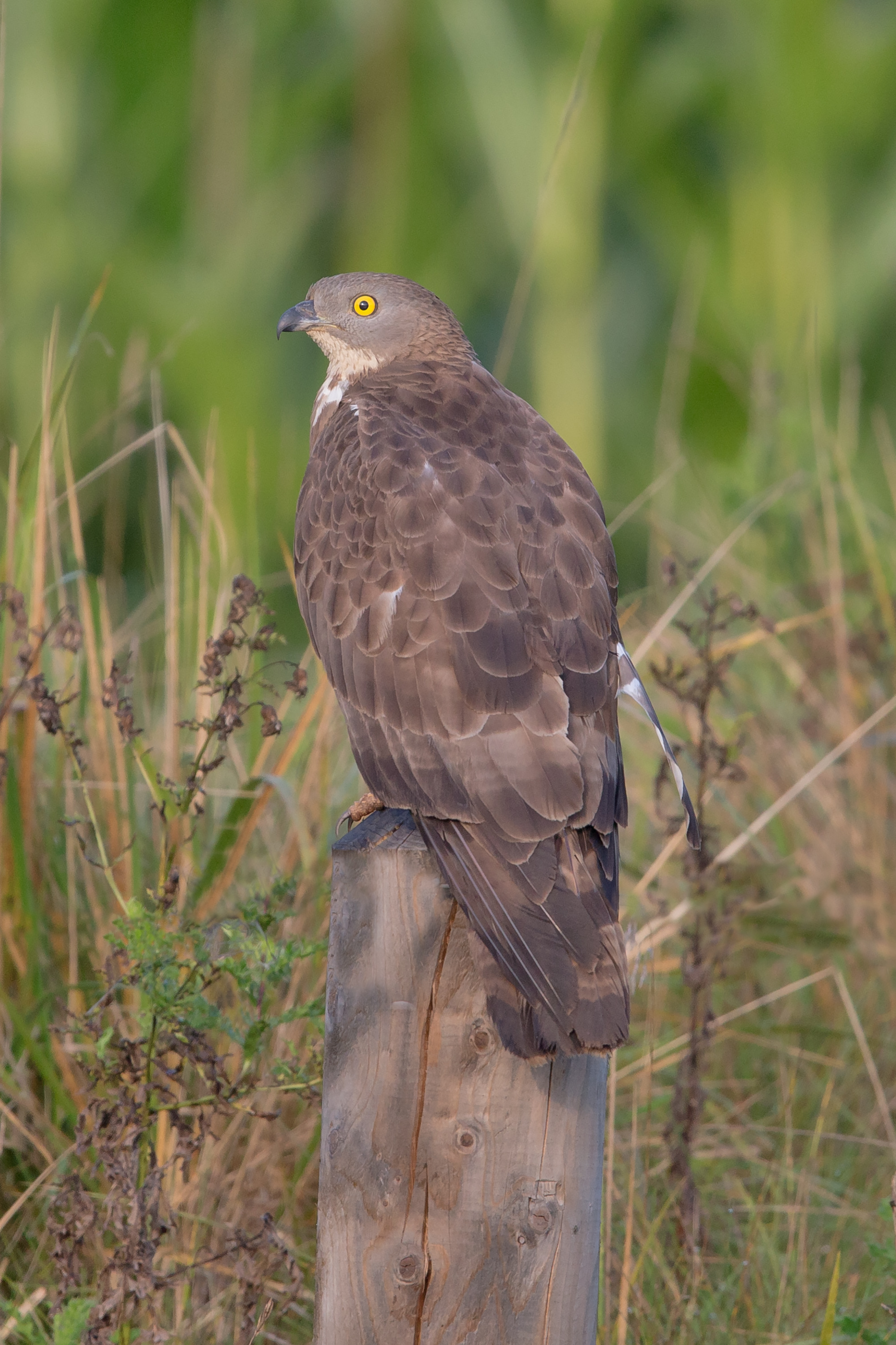
Bondrée apivore
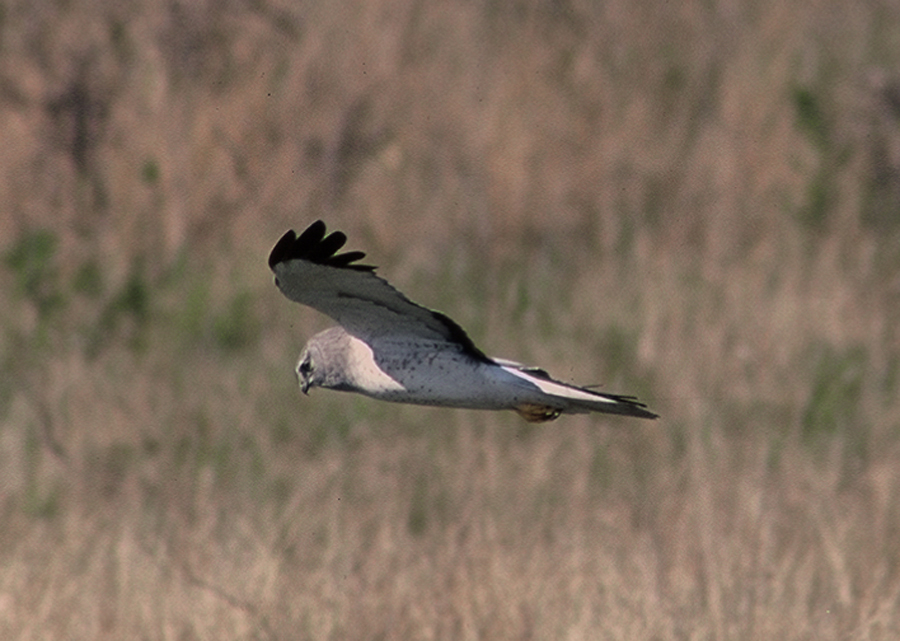
busard Saint-Martin
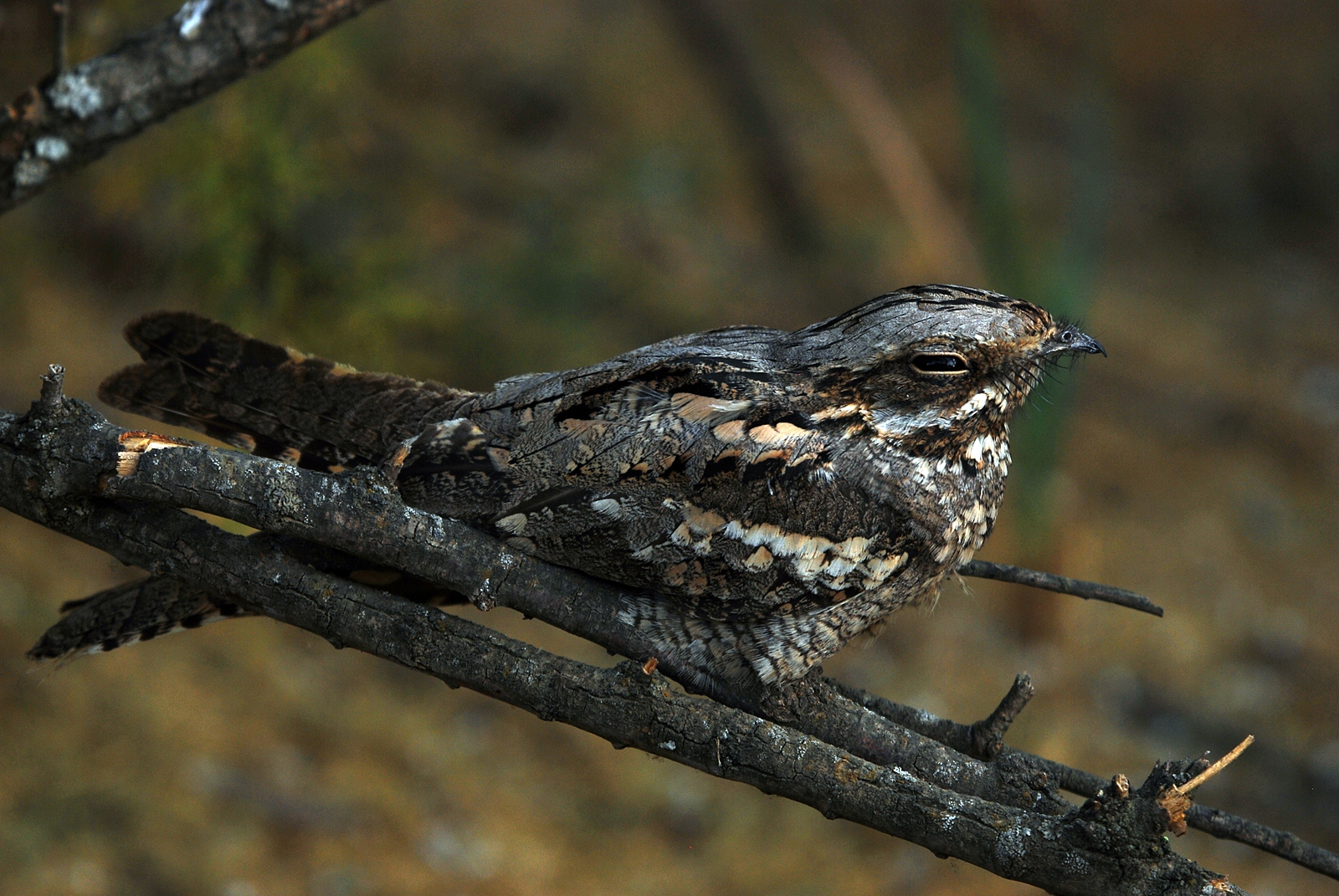
Engoulevent d'Europe
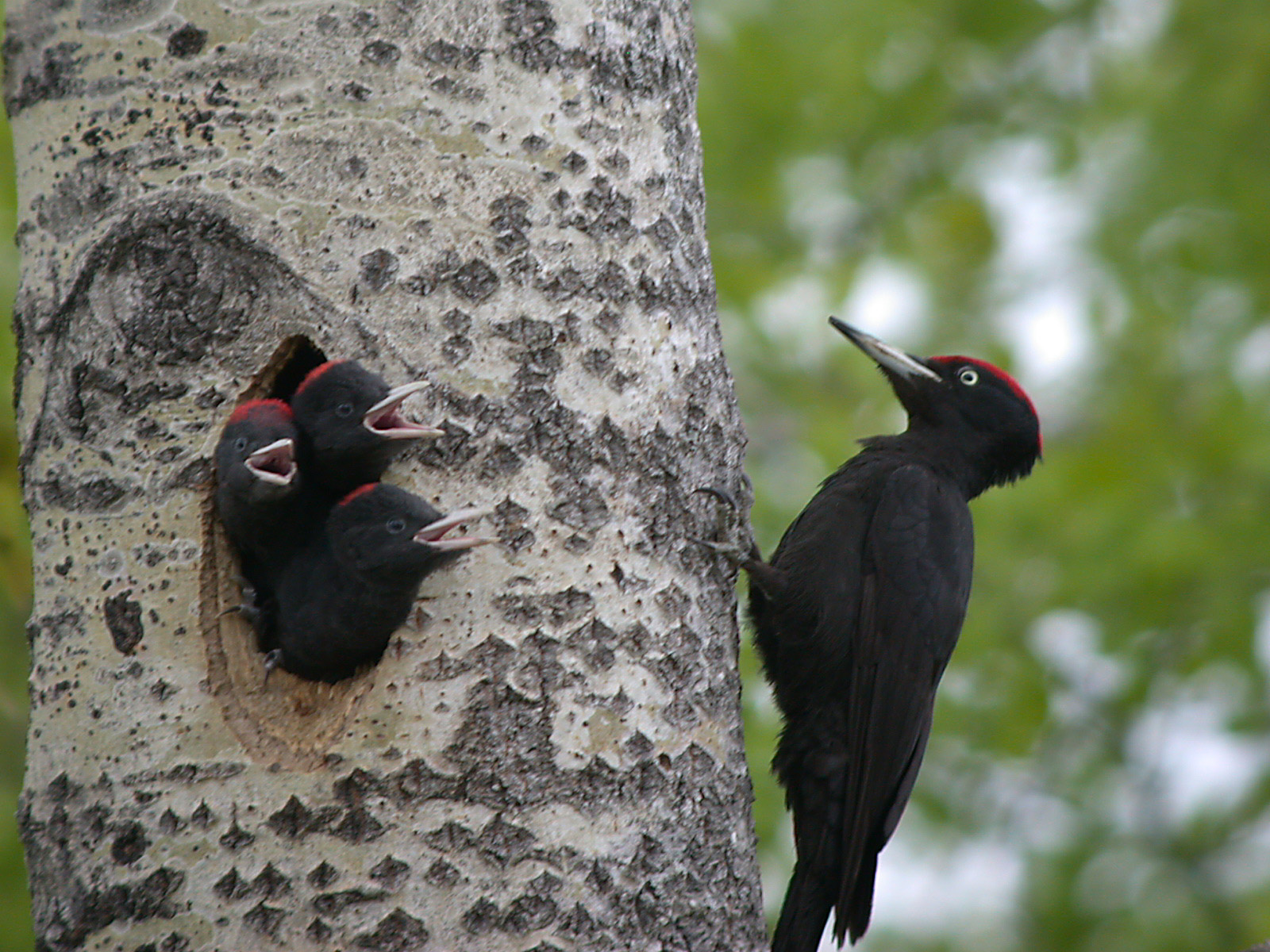
Pic noir

#### Zones nationales d'intérêt écologique, faunistique et floristique

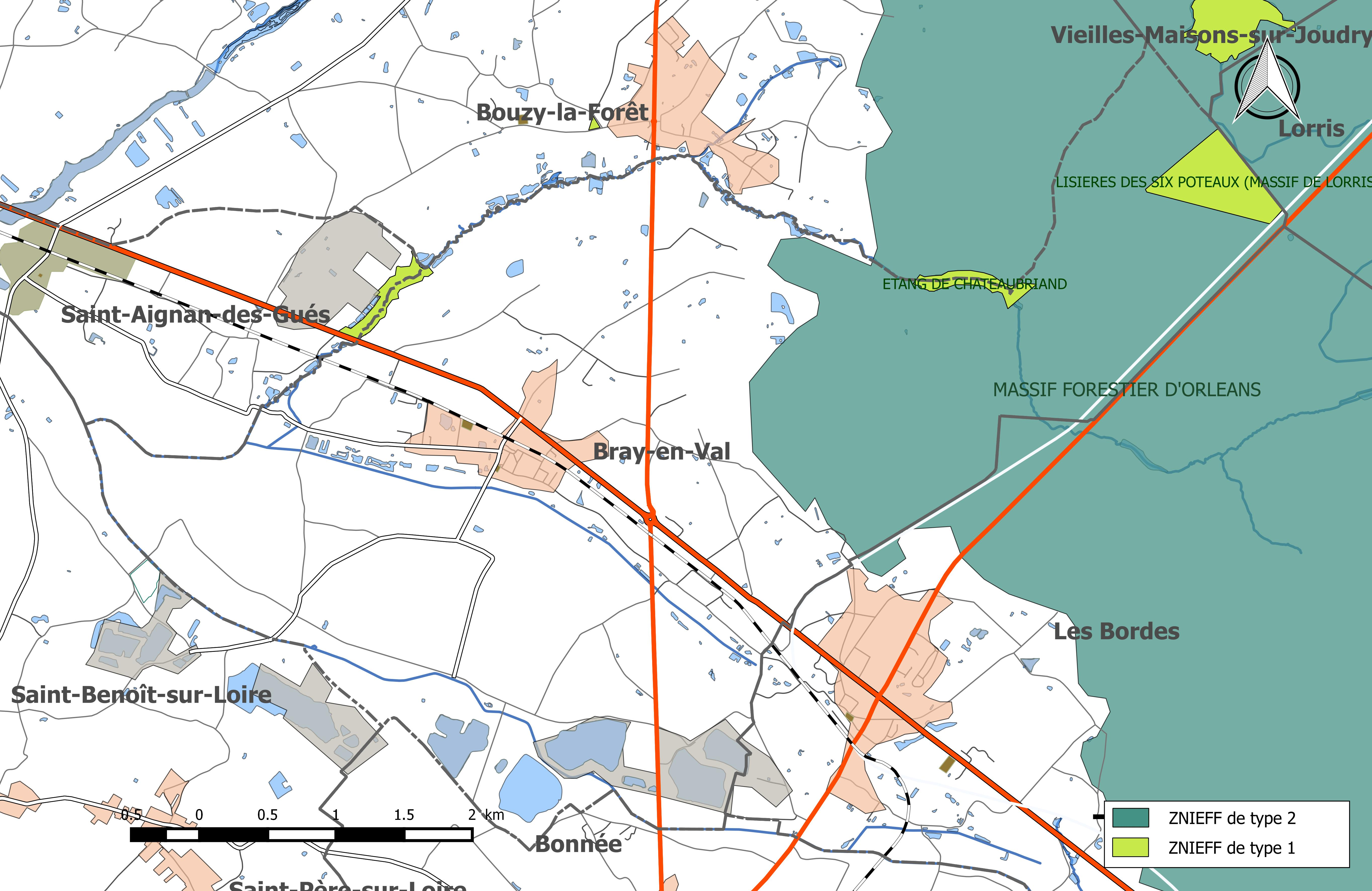
Carte des ZNIEFF de la commune et de ses abords.

Différents zonages d’identification de la richesse patrimoniale naturelle sont présents sur la commune de Bray-en-Val. Ces périmètres s’intersectent ou se superposent, et notamment vis-à-vis des sites Natura 2000, appuyant ainsi l’intérêt biologique, écologique ou encore paysagère des sites concernés. L’inventaire des zones naturelles d'intérêt écologique, faunistique et floristique (ZNIEFF) a pour objectif de réaliser une couverture des zones les plus intéressantes sur le plan écologique, essentiellement dans la perspective d’améliorer la connaissance du patrimoine naturel national et de fournir aux différents décideurs un outil d’aide à la prise en compte de l’environnement dans l’aménagement du territoire. Le territoire communal de Bray-en-Val comprend quatre ZNIEFF.
La ZNIEFF, de deuxième génération et de type 1, dénommée « Aulnaie marécageuse de Gué-bord », d'une superficie de 9 hectares, se localise entre la RD 95 et le hameau de Gué-Bord, au sud-est du bourg de Bouzy-la-Forêt, à 1,5 km de Bray-en-Val. Son altitude varie entre 115 et 120 m. Il s'agit d'une aulnaie tourbeuse de fond de vallée (lit majeur du ruisseau de Saint-Laurent) en très bon état de conservation qui abrite une importante population d'Osmonde royale. Au sein de cette aulnaie, on observe un certain nombre de sources à Chrysosplenium oppositifolium (en population particulièrement importante).
La ZNIEFF, de deuxième génération et de type 1, dénommée « Étang de Châteaubriand », d'une superficie de 8 hectares, Se trouve entre les parcelles 227, 329 et 330 du massif de Lorris (en forêt d'Orléans), près du carrefour de Chateaubriand, jouxtant les vestiges de l'ancienne abbaye de Chappes-en-Bois, à 3 km au nord du bourg des Bordes. Son altitude varie entre 124 et 0 m. Cet étang abrite des communautés aquatiques et amphibies, des jonchaies, une aulnaie et des saulaies marécageuses. Cinq  espèces  de  la  flore  déterminantes  de  ZNIEFF  dont  trois  protégées  ont  été  observées  sur  le  site. Une belle population de Luronium natans, espèce de l'annexe II de la directive Habitats, est en particulier présente.
La ZNIEFF, de deuxième génération et de type 1, dénommée « Lisières des six poteaux (massif de Lorris) », d'une superficie de 33 hectares, se situe dans le massif de Lorris près du Carrefour de Sully, c'est-à-dire à un peu plus de 4,5 km au nord-est du bourg des Bordes. Son altitude varie entre 130 et 0 m. L'intérêt  de  cette  zone  réside  ainsi  dans  la  présence  d'habitats  peu  fréquents  tels  que  les  pelouses  acidiphiles  et  les  landes humides et sèches. Ces habitats sont ici localisés sur les lisières des chemins. On trouve également deux mares oligotrophes : l'une à l'angle de la route de Chateaubriand et de la route des Six Poteaux, et l'autre un peu à l'écart de la route du Chaumontois.
La ZNIEFF, de deuxième génération et de type type 2, dénommée « Massif forestier d'Orléans », d'une superficie de 36 086 hectares, s'étend sur 37 communes, dont Bray-en-Val. Son altitude varie entre 126 et 174 m. La forêt d'Orléans repose pour l'essentiel sur des terrains de nature comparable à celle des terrains de la Sologne (Burdigalien) épandus sur le coteau de Beauce. Les formations végétales sont donc plutôt acidoclines à acidiphiles avec des secteurs secs et  d'autres  très  humides. L'intérêt  dépasse  les  contours  complexes  du  massif  domanial  et  s'étend  également  aux  lisières  et
enclaves privées qui le prolongent.